# Spoorlijn Château-Thierry - Oulchy-Breny
De Spoorlijn Château-Thierry - Oulchy-Breny was een Franse spoorlijn van Château-Thierry naar La Ferté-Milon. De lijn was 28,3 km lang en heeft als lijnnummer 073 000.

## Geschiedenis
De spoorlijn werd door de Chemins de fer de l'Est in geopend op 21 november 1885. Op 5 mei 1938 is het personenvervoer opgeheven. Nadat de spoorbrug over de Marne bij Château-Thierry in juni 1940 werd opgeblazen is ook het goederenvervoer stapsgewijs afgebouwd. 

## Aansluitingen
In de volgende plaatsen was er een aansluiting op de volgende spoorlijnen:
Château-Thierry
RFN 070 000, spoorlijn tussen Noisy-le-Sec en Strasbourg-Ville
Oulchy-Breny
RFN 072 000, spoorlijn tussen Trilport en Bazoches